# Kyalami Grand Prix Circuit

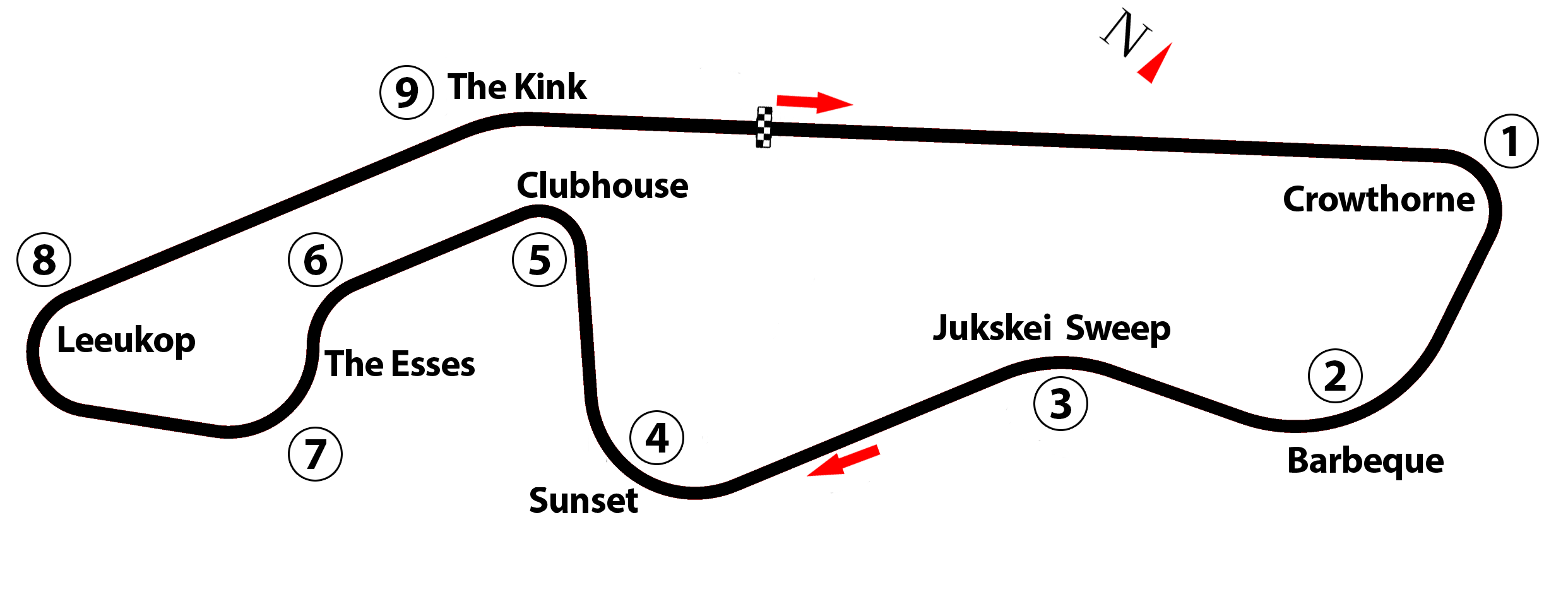
Der Kyalami Circuit 1968 bis 1985

Der Kyalami Grand Prix Circuit ist eine Motorsport-Rennstrecke in der südafrikanischen Provinz Gauteng und liegt zwischen der Provinzhauptstadt Johannesburg und der Landeshauptstadt Pretoria. Das Wort Kyalami bedeutet in IsiZulu, einer von Südafrikas elf Amtssprachen, „Mein Heim“.

## Geschichte
Von 1967 bis 1985 war der Kurs im Rahmen der Formel-1-Weltmeisterschaft regelmäßiger Austragungsort des Großen Preises von Südafrika, ehe er aufgrund von politischem Druck vorübergehend eingestellt wurde. In den späten 1980er Jahren wurde der Kurs grundlegend umgebaut, wobei vom ursprünglichen Hochgeschwindigkeitskurs nur die Passagen von den Kurven Jukskei Sweep bis The Esses in leicht veränderter Form beibehalten und der Rest neu gestaltet wurde. Nach dem Ende der Apartheid kehrte die Formel 1 dann in den Saisons 1992 und 1993 nach Südafrika zurück. Zwischen 1983 und 1992 wurde hier außerdem viermal der Große Preis von Südafrika für Motorräder im Rahmen der Motorrad-Weltmeisterschaft ausgetragen.
Heutzutage finden auf dem Kurs kaum noch Rennen statt, da er sich in einem Wohngebiet befindet und mit strengen Auflagen zur Lärmvermeidung belegt worden ist. Stattdessen wurde er teilweise zum Kyalami Office Park umgewandelt, in dem sich kleine und mittelständische Unternehmen angesiedelt haben.
2009 gastierte erstmals seit 2002 wieder die Superbike-Weltmeisterschaft in Kyalami. Nach einer weiteren Veranstaltung im Jahr 2010 wurde der ursprünglich bis 2015 laufende Vertrag zwischen der Regierung der Provinz Gauteng und dem Superbike-WM-Vermarkter aufgelöst. Mit den 9 Stunden von Kyalami im Rahmen der Intercontinental GT Challenge findet seit 2019 wieder ein internationales Rennen auf der Strecke statt.
Im Zuge der seit der Übernahme der Formel 1 durch den US-amerikanischen Medienkonzern Liberty Media im Jahr 2016 stattfindenden Expansion des Sports wurde der Wunsch nach der Rückkehr eines Grand Prix auf dem afrikanischen Kontinent laut. Speziell Lewis Hamilton sprach sich für eine Rückkehr der Formel 1 nach Südafrika aus. Im Juni 2022 wurde seitens der Formel 1 und der FIA bestätigt, dass Verhandlungen mit dem Streckenbetreiber Toby Venter stattfänden, um die Strecke für die Saison 2023 wieder in den Rennkalender aufzunehmen. Nach derzeitigem Stand ist dies jedoch noch nicht möglich, da Kyalami von der FIA als Grad-2-Rennstrecke eingestuft wird, während für die Erlaubnis, einen Grand Prix veranstalten zu dürfen, Grad 1 notwendig ist.

## Statistik

### Rundenrekorde

#### Formel 1

##### Strecke 1968–1985
- Qualifikation: 1:02,366 min (Nigel Mansell, Williams-Honda, 1985)
- Rennen: 1:08,149 min (Keke Rosberg, Williams-Honda, 1985)

##### Strecke ab 1990
- Qualifikation: 1:15,486 min (Nigel Mansell, Williams-Renault, 1992)
- Rennen: 1:17,578 min (Nigel Mansell, Williams-Renault, 1992)

### Alle Sieger von Formel-1-Rennen in Kyalami
| Nr. | Jahr | Fahrer            | Konstrukteur | Motor         | Reifen | Zeit          | Streckenlänge | Runden | Ø-Tempo      | Datum       | GP von    |
| --- | ---- | ----------------- | ------------ | ------------- | ------ | ------------- | ------------- | ------ | ------------ | ----------- | --------- |
| 1   | 1967 | Pedro Rodríguez   | Cooper       | Maserati      | F      | 2:05:45,900 h | 4,094 km      | 80     | 156,253 km/h | 2. Januar   | Südafrika |
| 2   | 1968 | Jim Clark         | Lotus        | Ford          | F      | 1:53:56,600 h | 4,104 km      | 80     | 172,886 km/h | 1. Januar   | Südafrika |
| 3   | 1969 | Jackie Stewart    | Matra        | Ford          | D      | 1:50:39,100 h | 4,104 km      | 80     | 178,029 km/h | 1. März     | Südafrika |
| 4   | 1970 | Jack Brabham      | Brabham      | Ford          | G      | 1:49:34,600 h | 4,104 km      | 80     | 179,775 km/h | 7. März     | Südafrika |
| 5   | 1971 | Mario Andretti    | Ferrari      | Ferrari       | F      | 1:47:35,500 h | 4,104 km      | 79     | 180,804 km/h | 6. März     | Südafrika |
| 6   | 1972 | Denis Hulme       | McLaren      | Ford          | G      | 1:45:49,100 h | 4,104 km      | 79     | 183,834 km/h | 4. März     | Südafrika |
| 7   | 1973 | Jackie Stewart    | Tyrrell      | Ford          | G      | 1:43:11,070 h | 4,104 km      | 79     | 188,526 km/h | 3. März     | Südafrika |
| 8   | 1974 | Carlos Reutemann  | Brabham      | Ford          | G      | 1:42:40,960 h | 4,104 km      | 78     | 187,049 km/h | 30. März    | Südafrika |
| 9   | 1975 | Jody Scheckter    | Tyrrell      | Ford          | G      | 1:43:16,900 h | 4,104 km      | 78     | 185,964 km/h | 1. März     | Südafrika |
| 10  | 1976 | Niki Lauda        | Ferrari      | Ferrari       | G      | 1:42:18,400 h | 4,104 km      | 78     | 187,737 km/h | 6. März     | Südafrika |
| 11  | 1977 | Niki Lauda        | Ferrari      | Ferrari       | G      | 1:42:21,600 h | 4,104 km      | 78     | 187,639 km/h | 5. März     | Südafrika |
| 12  | 1978 | Ronnie Peterson   | Lotus        | Ford          | G      | 1:42:15,767 h | 4,104 km      | 78     | 187,817 km/h | 4. März     | Südafrika |
| 13  | 1979 | Gilles Villeneuve | Ferrari      | Ferrari       | M      | 1:41:49,960 h | 4,104 km      | 78     | 188,611 km/h | 3. März     | Südafrika |
| 14  | 1980 | René Arnoux       | Renault      | Renault       | M      | 1:36:52,540 h | 4,104 km      | 78     | 198,262 km/h | 1. März     | Südafrika |
|     |      |                   |              |               |        |               |               |        |              |             | Südafrika |
| 15  | 1982 | Alain Prost       | Renault      | Renault       | M      | 1:32:08,401 h | 4,104 km      | 77     | 205,779 km/h | 23. Januar  | Südafrika |
| 16  | 1983 | Riccardo Patrese  | Brabham      | BMW           | M      | 1:33:25,708 h | 4,104 km      | 77     | 202,941 km/h | 15. Oktober | Südafrika |
| 17  | 1984 | Niki Lauda        | McLaren      | Porsche (TAG) | M      | 1:29:23,430 h | 4,104 km      | 75     | 206,599 km/h | 7. April    | Südafrika |
| 18  | 1985 | Nigel Mansell     | Williams     | Honda         | G      | 1:28:22,866 h | 4,104 km      | 75     | 208,959 km/h | 19. Oktober | Südafrika |
|     |      |                   |              |               |        |               |               |        |              |             | Südafrika |
| 19  | 1992 | Nigel Mansell     | Williams     | Renault       | G      | 1:36:45,320 h | 4,261 km      | 72     | 190,248 km/h | 1. März     | Südafrika |
| 20  | 1993 | Alain Prost       | Williams     | Renault       | G      | 1:38:45,082 h | 4,261 km      | 72     | 186,403 km/h | 14. März    | Südafrika |

Rekordsieger
Fahrer: Niki Lauda (3) • Fahrernationen: Großbritannien (5) • Konstrukteure: Ferrari (4) • Motorenhersteller: Ford (8) • Reifenhersteller: Goodyear (11)